# Афанасий I (патриарх Константинопольский)
Патриа́рх Афана́сий I (греч. Πατριάρχης Ἀθανάσιος  Α΄; в миру Алексий; 1230, Адрианополь — 28 октября 1310, Константинополь) — Константинопольский патриарх с 1289 по 1293 и с 1303 по 1310 годы (по другим данным, до сентября 1309 года).
Прославлен в лике святых; память — 24 октября (по юлианскому календарю); в греческой Церкви 28 октября.
Принял постриг в монастыре Салоник; подвизался в афонском Эсфигмене.
Был предложен на патриарший престол императором Андроником II и избран 14 октября 1289 года. Противодействовал унии греческой Церкви с папством; осуществил церковную реформу, которая вызвала противодействие в среде епископата.
Был отрешён от престола Синодом (без согласия императора) в октябре 1293 года; был восстановлен на патриаршем престоле императором в 1303 году.
В июне 1308 года поставил в митрополита Киевского и всея Руси Петра. Проуниатская партия духовенства вынудила его уйти на покой в начале 1310 года. Удалился в монастырь Ксиролоф, где скончался в глубокой старости; там же началось почитание его как святого.
В 2014 году в диаконнике Спасо-Преображенского собора в городе Переславле-Залесском археологами была обнаружена печать патриарха.

### Имена
Патриарх дважды менял имя:
крестильным именем было Алексий;
в монашестве стал Акакий;
в великой схиме — Афанасий.